# Dysodia plena
Dysodia plena är en fjärilsart som beskrevs av Walker 1865. Dysodia plena ingår i släktet Dysodia och familjen Thyrididae. Inga underarter finns listade i Catalogue of Life.